# Wilhelm Küchler
Wilhelm Küchler (Francoforte, 21 luglio 1936) è un imprenditore e politico tedesco, presidente della Federazione Europea dei Costruttori dal 2002 al 2006 e membro del Parlamento dell'Assia..

## Istruzione e carriera[1][2]
Dopo il diploma di scuola superiore, Wilhelm Küchler ha studiato economia all'Università di Francoforte e si è laureato nel 1961. Tra il 1965 e il 1999 ha svolto la libera professione come imprenditore edile. Da allora ha lavorato come consulente. È responsabile di molte associazioni. Tra l'altro è stato:
Dal 1988 al 1999 Vicepresidente dell'Associazione principale dell'industria edile tedesca, leader della contrattazione collettiva a livello federale.
Dal 1989 al 1999 Vicepresidente della Confederazione delle associazioni tedesche dei datori di lavoro BDA.
Dal 2000 al 2007 Vicepresidente della Confederazione mondiale dell'industria delle costruzioni CICA, Parigi.
Dal 1996 al 2002 Vicepresidente della European Construction Industry Association FIEC, Bruxelles
Dal 2002 al 2006 Presidente della FIEC, Bruxelles, poi Presidente Onorario
Wilhelm Küchler è sposato e ha tre figli.

## Politica
Wilhelm Küchler è un membro della CDU e vi ha ricoperto molti incarichi nel consiglio di amministrazione. Tra le altre cose, è stato vicepresidente del distretto Untermain della CDU e tesoriere di stato della CDU dal 1996 al 1997. Dal 1991 al 1998, Küchler è stato presidente statale del Consiglio economico della CDU in Assia e da allora è membro del consiglio.
Dal 1964 al 1982 Wilhelm Küchler è stato attivo nella politica locale a Kronberg im Taunus come consigliere comunale. Dal 1971 al 1981 è stato capo del consiglio comunale.
Dal 1975 è stato membro della giornata dell'associazione dell'associazione dell'area circostante Francoforte e dal 1977 al 1989 presidente della giornata dell'associazione.
Dal 1 dicembre 1982 al 4 aprile 1995, Wilhelm Küchler è stato un membro eletto direttamente del collegio elettorale di Hochtaunus II nel parlamento statale dell'Assia. Dal 1987 al 1995 è stato vicepresidente del gruppo parlamentare CDU nel parlamento statale.

## Altri incarichi
Tra il 1979 e il 1994 Küchler è stato presidente del consiglio di sorveglianza della Frankfurter Volksbank eG, di cui era membro dal 1970. Dal 1988 al 1993, Wilhelm Küchler è stato membro del Consiglio di radiodiffusione della Hessian Broadcasting Corporation, fino a quando non è diventato membro del consiglio di amministrazione della Hessian Broadcasting Corporation dal 1993 al 2011, dove ha presieduto il Comitato economico dal 2001. Dal 2001 è anche membro del consiglio di sorveglianza di hr werbung gmbh.

## Onorificenze
Wilhelm Küchler ha ricevuto la Croce al Merito, Prima Classe, dell'Ordine al Merito della Repubblica Federale Tedesca. Nel 2011 ha ricevuto l' Ordine al merito dell'Assia.